# Kivijärvi (sjö i Pelkosenniemi, Lappland)
Kivijärvi är en sjö i kommunen Pelkosenniemi i landskapet Lappland i Finland. Arean är 41 hektar och strandlinjen är 2,93 kilometer lång. Sjön  ingår i Kemi älvs huvudavrinningsområde.   Den ligger omkring 77 kilometer nordöst om Rovaniemi och omkring 770 kilometer norr om Helsingfors. 